# Tania Velmans
Tania Velmans, née en 1938 à Sofia et morte en 2022, est une historienne de l'art et byzantiniste française, spécialiste de la peinture paléologue.

## Biographie
Docteur en histoire de l'art, diplômée de l'INALCO, directrice de recherche au CNRS, Tania Velmans a dirigé les Cahiers archéologiques fondés par André Grabar, et les Cahiers balkaniques.

## Publications (sélection)
- Le Tétraévangile de la Laurentienne : Florence, Laur. VI. 23, Klincksieck, 1971.
- La Peinture murale byzantine à la fin du Moyen âge, Klincksieck, 1977.
- L'art byzantin, Flammarion, 1982.
- (dir.) Contribution à l'étude du Jugement dernier dans l'art byzantin et post-byzantin, INALCO, 1984.
- L'embarquement pour Byzance, Adam Biro, 1992.
- (avec Adriano Alpago Novello) Miroir de l'invisible : peintures murales et architecture de la Géorgie, Zodiaque, 1996.
- (avec Vojislavv Korać et Marica Šuput) Rayonnement de Byzance, Zodiaque, 1999.
- L'art médiéval de l'Orient chrétien, recueil d'études, Picard, 2001.
- Byzance, les slaves et l'Occident, études sur l'art paléochrétien et médiéval, Pindar Press, 2001.
- La fabuleuse histoire de l'icône, récit, éditions du Rocher, 2005.
- L'image byzantine ou la transfiguration du réel. L'espace, le temps, les hommes — la mort, le péché, les doctrines, Hazan, 2009.